# كيبو (جبل)
جبل كيبو (بالسواحلية Kibo) وهو قمة جبل كليمنجارو والذي يبلغ ارتفاعه 5،895 مترًا وهو أعلى جبال إفريقيا، يقع في الشمال الشرقي لدولة تنزانيا وتحديدا بالقرب من الحدود الكينية ويشكل قمة جبل كليمنجارو المعروف.